# Empoasca
Empoasca — рід цикадок із ряду клопів.

## Опис
Цикадки довжиною близько 4—5 мм. Стрункі, ніжні, зеленого кольору, з трохи подовженою в порівнянні з боками середньою частиною тімені, нерідко з білим гіподермальним малюнком на голові і переднеспинці. Для СРСР зазначалося понад 25 видів. Іноді з його складу виділяють підрід Kybos як самостійний рід.

## Систематика
У складі роду:
- Empoasca affinis Nast, 1937
- Empoasca alsiosa Ribaut, 1933
- Empoasca apicalis (Flor, 1861)
- Empoasca canariensis Metcalf, 1955
- Empoasca decipiens Paoli, 1930
- Empoasca fabae Harris, 1841
- Empoasca irenae Anufriev, 1973
- Empoasca kontkaneni Ossiannilsson, 1949
- Empoasca ossiannilssoni Nuorteva, 1948
- Empoasca pteridis
- Empoasca punjabensis Singh-Pruthi, 1940
- Empoasca serrata Vilbaste, 1965
- Empoasca solani (Curtis, 1846)
- Empoasca vitis (Göthe, 1875)